# メタコメット

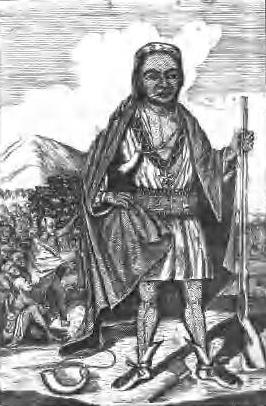
白人が描いたメタコメット酋長の肖像画

メタコメット（Metacomet、1639年 - 1676年8月12日）は、アメリカ・インディアンのワンパノアグ族の酋長で、メタコム（Metacom）あるいは、白人からフィリップ王（King Philip）とも呼ばれた。

## 名称について
「フィリップ王」との呼び名は、マケドニア王国のピリッポス2世からあやかったもの。兄のワムスッタも同じようにマケドニアのアレクサンドロス3世から採って「アレキサンダー」と呼ばれている。マケドニアの2人の古代王を記念して、この2人の酋長につけたあだ名である。
メタコメットは「フィリップ王戦争」を引き起こしたインディアンの酋長として白人に知られているが、これは白人の誤解である。インディアンの社会は合議制の上に成り立っており、誰か一個人が強大な権力を持って部族を統率するような独任制ではない。メタコメットはあくまで「酋長」（調停者）であって、「首長」でも「部族長」でも「王」でもない。インディアンの社会に王はいないのである。

## 人物
メタコメットは酋長（調停者）として申し分のない働きをした。飢えや病気で苦しんでいた「ピルグリムファーザーズ」（プリマスに入植したイギリス白人）に食糧を与えてその命を救った、有名なワンパノアグ族のマサソイト酋長の次男であり、メタコメット本人も1621年にピルグリムファーザーズと友人になった。また、兄はワムスッタ（ワムサダ、白人からアレキサンダーとも呼ばれていた）酋長である。

## 「フィリップ王戦争」

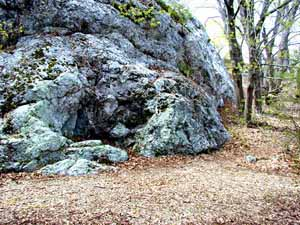
「フィリップ王の椅子」とされる岩（ロードアイランド州マウントホープ）

ワンパノアグ族では、マサソイト酋長の死後、長男のワムスッタが新酋長になるが、白人側はマサソイトと結んだ両者の平和とプリマス植民地のための12,000エーカー（48.5 km²）の土地を譲渡する条約を超えて、入植地を拡大して行った。
そのためワムスッタは不快感をあらわにしていた。白人と入植地の土地について話し合い、村に帰る途中、ワムスッタは謎の死（病気による死亡説が有力）を遂げてしまった。そのため同年に新酋長には24歳のワムスッタの弟メタコメットに受け継がれた。
1674年12月に白人側に付き、キリスト教に改宗したワンパノアグ族のジョン・ササモンがメタコメット酋長たちが白人に対して戦闘準備をしているとプリマス入植地の総督ジョシア・ウィンスローに告げた。（ササモンは後に別部族の者に殺害された。）そして1675年6月にメタコメットは入植地を拡大し、自分達の土地を奪おうとする白人に対抗するため、ワンパノアグ族と同盟を結んでいた他部族と共に、白人の入植地を攻撃し、白人入植者達との間で戦争が勃発した。
この戦争は白人によって「フィリップ王戦争」と呼ばれた。白人社会から見れば、戦争には司令官が必要なものであり、メタコメットはまさにその「司令官」たる「大酋長」に思えたからである。しかしメタコメットは合議制の中の世話役に過ぎず、部族が合議で白人との交戦を決めたからこれに従ったのである。合議に逆らう行いを白人がしたから部族会議は交戦を決めたのである。メタコメットが個人的に交戦を決めたわけでも戦争を率いたわけでもない。
結局1676年8月12日メタコメット酋長が戦死し、白人側の勝利で戦争は終結するが、死んだメタコム酋長の遺体は白人達により八つ裂きにされ、切断された首は槍の先に突き刺され、白人達の村に約20年近く見せしめとして飾られた。そして捕虜となったメタコメット酋長の家族は奴隷としてバミューダ諸島に送られた。